# アーサー・ハル
アーサー・ハル（Arthur Hull）は、国際的に著名なパーカッショニストであり、ファシリテーテッド・ドラムサークルを発案・開発した「ドラムサークルの父」として知られる。
現在では世界中でドラムサークル・ファシリテーター・トレーニングを行っている。
アーサーのドラムサークルには、スティーヴィー・ワンダー、スティーヴン・スピルバーグ、ジョージ・ルーカス他の著名人が参加、Percussive Arts Society International Conference (PASIC)、Seattle World Rhythm Festival等の有名フェスティバル・会議、Fortune誌の選ぶTop 500 Corporationを含む企業研修等でドラムサークルを行っている。ババトゥンデ・オラトゥンジ、ミッキー・ハート(グレイトフル・デッド）、ジェームズ・アッシャー他とレコーディングやコンサートを行う。カリフォルニア大学サンタ・クルーズ校では、これまで7,000人に「ビレッジ・ミュージック」と呼ばれるユニバーサル・ミュージックを教えている。米パーカッションメーカーREMO社より、多くのシグネチャー・シリーズも発売されている。
ハルのドラムサークルは「特定文化にかたよらない」ものである。アフリカの太鼓、「ジェンベ」に人気が集まる傾向があるものの、その他のさまざまなハンドドラムやパーカッション楽器が使用される。ハルが確立したドラムサークル概念の基本は、ファシリテーターは「教えずして教える」こと、また、参加者が「in the moment（いま、ここ）」のリズムやサウンドを楽しみながら創りだすことができるようガイドしていくこと、である。「正しく上手に演奏すること」という制約から自由になった参加者は、リラックスしてリズムに身をまかせることができる。

## プレイショップ
ハルによるドラムサークル・ファシリテーター・トレーニングのことを「プレイショップ」と呼ぶ。世界中でこれまでにプレイショップを受講した人は数千人におよぶ。

## 受賞
- 2005: Calabash Award
- 2000 and 2002: Drum Magazine’s Drummie Award for Best Drum Circle Facilitator

## 著書
- 『ドラムサークル・スピリット：リズムを通じて、人間の可能性を最大限に引き出す』アーサー・ハル著、ATN刊
- 『Drum Circle Facilitation』by Arthur Hull、Village Music Circles　（輸入発売元　ATN)
- 『Drum Circle Facilitation』(ビデオ）by Arthur Hull、Village Music Circles　（輸入版発売元　ATN)
- 『Guide to Endrummingment』(ビデオ）by Arthur Hull、Village Music Circles　（輸入版発売元　ATN)